# Sibah (huyện)
Huyện Sibah là một huyện thuộc tỉnh Abyan, Yemen. Đến thời điểm năm 2003, huyện này có dân số 15996 người